# Баблер лусонський
Ба́блер лусонський (Sterrhoptilus dennistouni) — вид горобцеподібних птахів родини окулярникових (Zosteropidae). Ендемік Філіппін.

## Опис

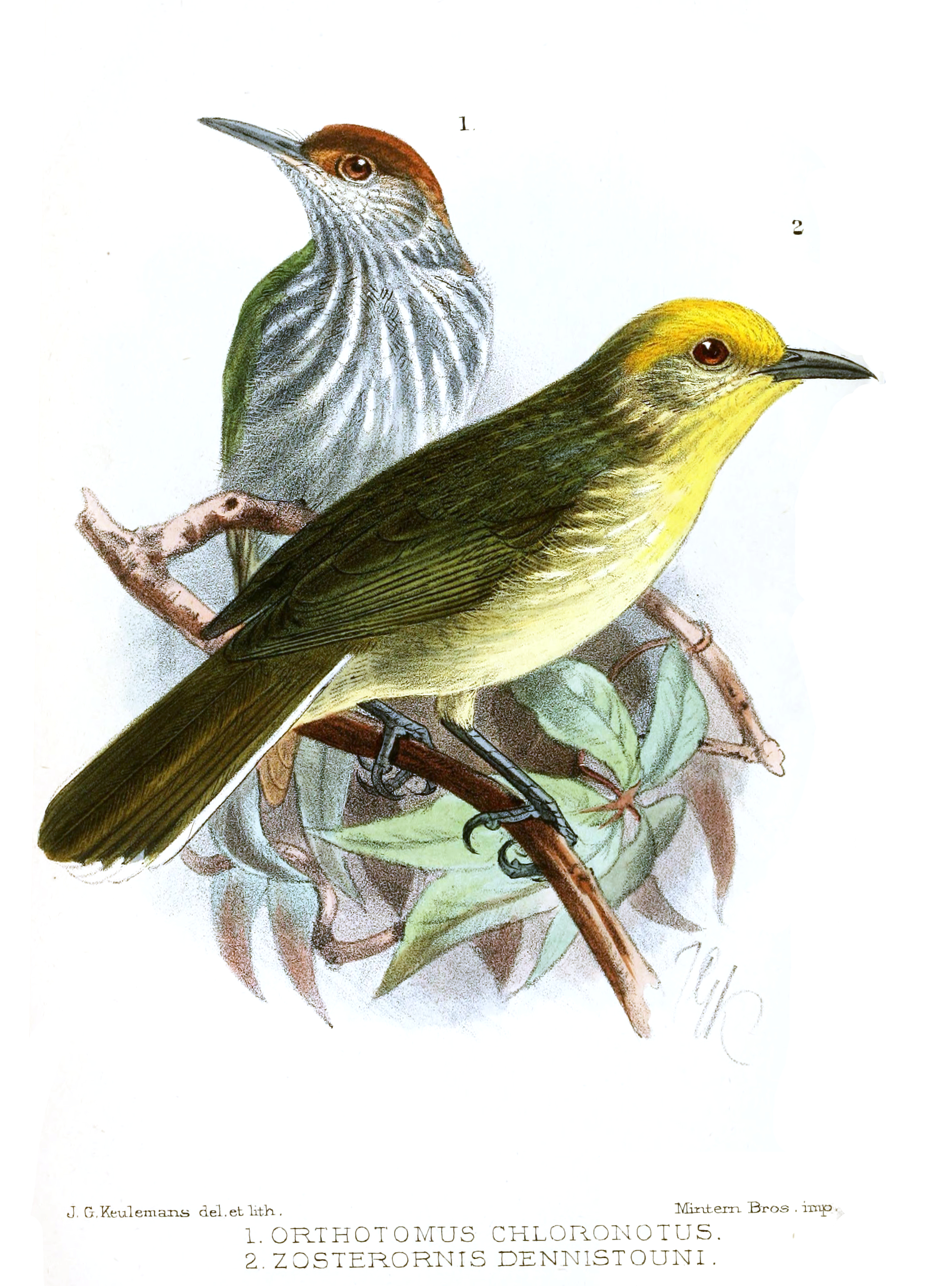
Лусонський баблер (справа) і зеленоспинний кравчик (зліва)

Довжина птаха становить 13-14 см. Верхня частина тіла оливково-сіра, нижня частина тіла світло-жовтувато-охриста. Тім'я і горло яскраво-жовті, щоки сірі. Дзьоб тонкий, чорний.

## Поширення і екологія
Лусонські баблери є ендеміками острова Лусон. Вони живуть у вологих рівнинних тропічних лісах, на узліссях і в бамбукових заростях. Зустрічаються парами або невеликими зграйками, на висоті до 1150 м над рівнем моря. Живляться безхребетними. Сезон розмноження триває з квітня по липень. Гніздо чашоподібне, зроблене з моху, розміщується в чагарниках. В кладці 2 яйця.

## Збереження
МСОП класифікує стан збереження цього виду як близький до загрозливого. Лусонським баблерам загрожує знищення природного середовища.